# Eichwalde (przystanek kolejowy)
Eichwalde (niem. Bahnhof Eichwalde) – przystanek osobowy w Eichwalde, w kraju związkowym Brandenburgia, w Niemczech, na południe od Berlina. Znajduje się na linii Berlin – Görlitz i obsługuje pociągi linii S46 i S8 S-Bahn w Berlinie. Według DB Station&Service ma kategorię 5.

## Położenie
Przystanek znajduje się około 750 metrów na zachód od centrum Eichwalde. Granica Berlina jest oddalona o około 500 metrów. Sąsiednie ulice to Heinrich-Heine-Allee i August-Bebel-Allee. Najbliższa stacja na południu Zeuthen znajduje się około 3 km, a na północy Berlin-Grünau, która jest oddalona o około pięć kilometrów. Stacja znajduje się w obszarze taryfowym C Verkehrsverbundes Berlin-Brandenburg.

## Połączenia
| Linia | Trasa | Takt   |
| ----- | --- | ------ |
| S46   | Westend – Messe Nord/ICC – Westkreuz – Halensee – Hohenzollerndamm – Heidelberger Platz – Bundesplatz – Innsbrucker Platz – Schöneberg – Südkreuz – Tempelhof – Hermannstraße – Neukölln – Köllnische Heide – Baumschulenweg – Schöneweide – Betriebsbahnhof Schöneweide – Adlershof – Grünau – Eichwalde – Zeuthen – Wildau – Königs Wusterhausen                                                                          | 20 min |
| S8    | Birkenwerder – Hohen Neuendorf – Bergfelde – Schönfließ – Mühlenbeck-Mönchmühle – Blankenburg – Pankow-Heinersdorf – Pankow – Bornholmer Straße – Schönhauser Allee – Prenzlauer Allee – Greifswalder Straße – Landsberger Allee – Storkower Straße – Frankfurter Allee – Ostkreuz – Treptower Park – Plänterwald – Baumschulenweg – Schöneweide – Betriebsbahnhof Schöneweide – Adlershof – Grünau (– Eichwalde – Zeuthen) | 20 min |

## Linie kolejowe
- Linia Berlin – Görlitz